# Louis Varney
Louis Varney (Nova Orleans, 30 de maig de 1844 - Cauterets, el 20 d'agost de 1908) fou un compositor francès especialitzat en el gènere de l'opereta.
Va compondre una quarantena d'operetes. De totes elles, només Les mousquetaires au couvent es manté en el repertori actual.
El seu pare Alphonse Varney (1811-1879), també fou compositor i director d'orquestra.

## Obra musical
- 1876. Il signor Pulcinella
- 1880. Les mousquetaires au couvent. Estrenada al Théâtre des Bouffes-Parisiens de París.
- 1881. La Reine des Halles
- 1882. Coquelicot. Estrenada al Théâtre des Bouffes-Parisiens de París.
- 1882. La Petite reinette
- 1882. Fanfan la Tulipe
- 1884. Babolin
- 1884. Joséphine
- 1885. Les petits Mousquetaires
- 1887. L'Amour mouillé
- 1887. Dix jours aux Pyrénées
- 1888. Divorcée
- 1888. La Japonaise
- 1889. Riquet à la houppe
- 1889. La Vénus d'Arles
- 1890. La Fée aux chèvres
- 1891. La Fille de Fanchon la vielleuse
- 1892. La Femme de Narcisse
- 1892. Le Brillant Achille
- 1892. Miss Robinson
- 1893. Cliquette
- 1894. Les Forains
- 1894. La Fille de Paillasse
- 1895. Les Petites Brebis
- 1895. La Belle épicière. Estrenada al Théâtre des Bouffes-Parisiens de París.
- 1896. La Falote
- 1896. Le Papa de Francine
- 1897. Le Pompier de service
- 1897. Pour sa couronne. Estrenada al Théâtre des Bouffes-Parisiens de París.
- 1898. Les Demoiselles des Saint-Cyriens
- 1898. La Tour de bois
- 1898. Les Petites Barnett
- 1900. La Fiancée de Thylda
- 1900. Frégolinette
- 1900. Mademoiselle George
- 1900. On liquide. Estrenada al Bataclan de París.
- 1902. Princesse Bébé
- 1902. Le Chien du régiment
- 1905. L'Âge d'or